# Songlines (Alphaville)
Songlines és un vídeo del grup alemany Alphaville de 1990, es va crear durant la producció de l'àlbum The Breathtaking Blue de 1989. Nou directors o grups de directors van dirigir les diferents pistes de The Breathtaking Blue després que se'ls demanés que fessin una pel·lícula breu sobre cada una de les cançons. El desè tema, Anyway, sona en els crèdits de tancament.
El vídeo va acompanyar el disc compacte del grup The Breathtaking Blue, en el que fou un dels primers CD i vídeo a sortir de manera comercial.

## Llista de temes
1. "For a Million" - 9:21 (dirigit per Alexander Kaidanovsky, U.S.S.R.)
2. "Romeos" - 4:58 (dirigit per Ian Pringle, Australia)
3. "Middle of the Riddle" - 5:00 (dirigit per Christoph i Wolfgang Lauenstein, F.R.G.)
4. "Heaven or Hell" - 3:38 (dirigit per Slobodan Pesic, Yugoslavia)
5. "Ariana" - 3:49 (dirigit per Ricky Echolette & Olaf Bessenbacher, West Berlin)
6. "She Fades Away" - 5:02 (dirigit per Mao Kawaguchi, Japan)
7. "Summer Rain" - 4:14 (dirigit per Susanne Bier, Denmark)
8. "Mysteries of Love" - 5:02 (dirigit per Alex Proyas, Australia)
9. "Patricia's Park" - 4:19 (dirigit per Godfrey Reggio, U.S.A)
10. "Anyway" - 2:56